# リソース級給兵艦
リソース級給兵艦（英語: Resource-class armament stores ship）は、イギリス海軍補助艦隊が運用していた給兵艦の艦級。
洋上移送装置としては、スライディング・ステイに対応した補給ステーションを両舷に3ヶ所ずつ設定していた。またシーキング・ヘリコプター1機を搭載できた。
| #     | 艦名                    | 起工           | 就役          | 退役          |
| ----- | ----------------------- | -------------- | ------------- | ------------- |
| A 480 | リソース RFA Resource   | 1964年 6月19日 | 1967年 6月6日 | 1997年 5月1日 |
| A 486 | リージェント RFA Regent | 1964年 9月4日  | 1967年 6月6日 | 1992年 10月   |